# Liga dos Campeões da Europa de Voleibol Feminino de 2019-20
O Liga dos Campeões da Europa de Voleibol Feminino de 2019-20 foi sexagésima edição da principal competição de clubes de voleibol feminino da Europa, organizada pela CEV iniciada com as qualificatórias, esta realizada no período de 8 de outubro a 30 de outubro de 2019 com 7 participantese o torneio principal previsto para o período de 19 de novembro de 2019 a 17 de maio de 2020  com 18 equipes disputando o título, totalizando 25 clubes participantes,  qualificando o time campeão para a edição do Campeonato Mundial de Clubes de Voleibol Feminino de 2020.
A edição não foi concluída devido a pandemia da COVID-19.

## Formato de disputa
As equipes foram distribuídas proporcionalmente em cinco grupos onde todos os times (com dois jogos em mando de quadra e dois jogos como visitante).Os cinco times que encerrarem esta fase em primeiro de seus grupos qualificam-se para os playoffs e mais os tres melhores segundo colocados nesta etapa.
A classificação é determinada pelo número de partidas ganhas. Em caso de empate no número de partidas ganhas por duas ou mais equipes, sua classificação é baseada nos seguintes critérios:
- resultado de pontos (placar de 3-0 ou 3-1 garantiu três pontos para a equipe vencedora e nenhum para a equipe derrotada; já o placar de 3-2 garantiu dois pontos para a equipe vencedora e um para a perdedora);
- quociente de set (o número total de sets ganhos dividido pelo número total de sets perdidos);
- quociente de pontos (o número total de pontos marcados dividido pelo número total de pontos perdidos);
- resultados de confrontos diretos entre as equipes em questão.

A Fase de Playoffs reuniu as oito melhores equipes da fase anterior, sendo as primeiras colocadas de cada grupo e tres melhores segunda colocadas, e disputarão a fase de quartas de final, com jogos de idade e volta, obedecendo os critérios de pontuação (resultado de pontos), no caso de empate, disputariam o "Golden Set".
A fase semifinal reuniu as quatro equipes classificadas com jogos de ida e volta,  com Golden set, as duas melhores equipes desta fase disputam a final, sendo disputada em jogo único e campo neutro.

## Equipes participantes
Um total de 20 equipes participam no torneio principal, com 18 clubes oriundos das vagas diretas destinada aos melhores ranqueados conforme "Ranking" das Copas Europeias, as 2 equipes restantes são oriundas da fase qualificatória.As seguintes equipes foram qualificadas para a disputa do torneio principal da Liga dos Campeões da Europa de 2019-20:
| Equipe                      | País      | Qualificação    |
| --------------------------- | --------- | --------------- |
| VakıfBank SK Istanbul       | Turquia   | Vaga direta     |
| Eczacıbaşı VitrA            | Turquia   | Vaga direta     |
| Fenerbahçe SK Istanbul      | Turquia   | Vaga direta     |
| Imoco Volley Conegliano     | Itália    | Vaga direta     |
| Igor Gorgonzola Novara      | Itália    | Vaga direta     |
| Scandicci Savino Del Bene   | Itália    | Vaga direta     |
| Dinamo Moscou               | Rússia    | Vaga direta     |
| Lokomotiv Kaliningrado      | Rússia    | Vaga direta     |
| Uralochka-NTMK Ekaterinburg | Rússia    | Vaga direta     |
| ŁKS Łódź                    | Polónia   | Vaga direta     |
| Budowlani Łódź              | Polónia   | Vaga direta     |
| RC de Cannes                | França    | Vaga direta     |
| VB Nantes                   | França    | Vaga direta     |
| CSM Volei Alba Blaj         | Roménia   | Vaga direta     |
| Allianz MTV Stuttgart       | Alemanha  | Vaga direta     |
| Nova KBM Branik Maribor     | Eslovênia | Vaga direta     |
| Maritza Plovdiv             | Bulgária  | Vaga direta     |
| LP Salo                     | Finlândia | Vaga direta     |
| Vasas SC                    | Hungria   | Qualificatórias |
| VK Chimik                   | Ucrânia   | Qualificatórias |

## Fase de grupos
|  | Classificado para as quartas de final                           |
|  | As tres melhores segundas colocadas avançam as quartas de final |

- Horário local.

### Grupo A
Classificação
|     |                        |     | Jogos | Jogos | Jogos | Pontos | Pontos | Pontos | Sets | Sets | Sets  |
| Pos | Equipe                 | Pts | T     | V     | D     | V      | P      | R      | V    | P    | R     |
| --- | ---------------------- | --- | ----- | ----- | ----- | ------ | ------ | ------ | ---- | ---- | ----- |
| 1   | Eczacıbaşı VitrA       | 15  | 6     | 6     | 0     | 544    | 449    | 1.212  | 18   | 6    | 3,000 |
| 2   | Fenerbahçe SK Istanbul | 14  | 6     | 4     | 2     | 507    | 403    | 1.258  | 16   | 6    | 2.667 |
| 3   | Budowlani Łódź         | 7   | 6     | 2     | 4     | 438    | 478    | 0.916  | 8    | 13   | 0.615 |
| 4   | LP Salo                | 0   | 6     | 0     | 6     | 317    | 476    | 0.666  | 1    | 18   | 0.056 |

Resultados
| Data   | Hora  |                          | Placar |                           | Set 1 | Set 2 | Set 3 | Set 4 | Set 5 | Total   | Relatório |
| ------ | ----- | ------------------------ | ------ | ------------------------- | ----- | ----- | ----- | ----- | ----- | ------- | --------- |
| 19 nov | 17:30 | 'Eczacıbaşı VitrA'       | 3–2    | Fenerbahçe SK Istanbul    | 25–23 | 25–18 | 23–25 | 22–25 | 15–10 | 110–101 | 110–101   |
| 20 nov | 18:00 | 'Budowlani Łódź'         | 3–1    | LP Salo                   | 25–16 | 25–12 | 18–25 | 25–22 |       | 93–75   | 93–75     |
| 26 nov | 19:00 | LP Salo                  | 0–3    | Eczacıbaşı VitrA          | 22–25 | 10–25 | 14–25 |       |       | 46–75   | 46–75     |
| 28 nov | 19:00 | 'Fenerbahçe SK Istanbul' | 3–0    | Budowlani Łódź            | 25–20 | 25–12 | 25–13 |       |       | 75–45   | 75–45     |
| 18 dez | 18:00 | Budowlani Łódź           | 0–3    | ' Eczacıbaşı VitrA'       | 17–25 | 16–25 | 22–25 |       |       | 55–75   | 55-75     |
| 18 dez | 20:00 | LP Salo                  | 0–3    | ' Fenerbahçe SK Istanbul' | 10–25 | 16–25 | 14–25 |       |       | 40–75   | 40-75     |
| 22 jan | 17:30 | 'Eczacıbaşı VitrA'       | 3–0    | LP Salo                   | 25–16 | 25–13 | 25–13 |       |       | 75–42   | 75-42     |
| 22 jan | 18:00 | Budowlani Łódź           | 0–3    | ' Fenerbahçe SK Istanbul' | 20–25 | 21–25 | 22–25 |       |       | 63–75   | 63-75     |
| 5 fev  | 18:30 | LP Salo                  | 0–3    | ' Budowlani Łódź'         | 31–33 | 21–25 | 19–25 |       |       | 71–83   | 71-83     |
| 6 fev  | 19:00 | Fenerbahçe SK Istanbul   | 2–3    | ' Eczacıbaşı VitrA'       | 22–25 | 25–16 | 24–26 | 25-20 | 10-15 | 106–67  | 106-102   |
| 18 fev | 17:00 | 'Eczacıbaşı VitrA'       | 3–2    | Budowlani Łódź            | 17–25 | 25–27 | 25–19 | 25-21 | 15-7  | 107–71  | 107-99    |
| 18 fev | 20:00 | 'Fenerbahçe SK Istanbul' | 3–0    | LP Salo                   | 25–17 | 25–12 | 25–14 |       |       | 75–43   | 75-43     |

### Grupo B
Classificação
|     |                           |     | Jogos | Jogos | Jogos | Pontos | Pontos | Pontos | Sets | Sets | Sets  |
| Pos | Equipe                    | Pts | T     | V     | D     | V      | P      | R      | V    | P    | R     |
| --- | ------------------------- | --- | ----- | ----- | ----- | ------ | ------ | ------ | ---- | ---- | ----- |
| 1   | VakıfBank SK Istanbul     | 15  | 6     | 5     | 1     | 519    | 406    | 1.278  | 17   | 5    | 3.400 |
| 2   | Scandicci Savino Del Bene | 13  | 6     | 5     | 1     | 540    | 502    | 1.076  | 15   | 9    | 1.667 |
| 3   | Lokomotiv Kaliningrado    | 9   | 6     | 2     | 4     | 507    | 497    | 1.020  | 11   | 12   | 0.917 |
| 4   | Nova KBM Branik Maribor   | 0   | 6     | 0     | 6     | 312    | 473    | 0.660  | 1    | 18   | 0.056 |

Resultados
| Data   | Hora  |                             | Placar |                              | Set 1 | Set 2 | Set 3 | Set 4 | Set 5 | Total  | Relatório |
| ------ | ----- | --------------------------- | ------ | ---------------------------- | ----- | ----- | ----- | ----- | ----- | ------ | --------- |
| 20 nov | 18:00 | VakıfBank SK Istanbul       | 2–3    | ' Scandicci Savino Del Bene' | 21–25 | 25–19 | 25–13 | 15–25 | 11–15 | 97–97  | 97–97     |
| 20 nov | 19:00 | 'Lokomotiv Kaliningrado'    | 3–0    | Nova KBM Branik Maribor      | 25–18 | 25–14 | 25–11 |       |       | 75–43  | 75–43     |
| 27 nov | 19:00 | Nova KBM Branik Maribor     | 0–3    | ' VakıfBank SK Istanbul'     | 22–25 | 10–25 | 14–25 |       |       | 46–75  | 46–75     |
| 27 nov | 20:30 | 'Scandicci Savino Del Bene' | 3–1    | Lokomotiv Kaliningrado       | 26–24 | 23–25 | 26–24 | 25–21 |       | 100–94 | 100–94    |
| 17 dez | 19:00 | Lokomotiv Kaliningrado      | 2–3    | ' VakıfBank SK Istanbul'     | 34–32 | 25–21 | 19–25 | 24-26 | 10-15 | 112–78 | 112-119   |
| 18 dez | 20:30 | 'Scandicci Savino Del Bene' | 3–0    | Nova KBM Branik Maribor      | 25–16 | 25–22 | 25–16 |       |       | 75–54  | 75-54     |
| 22 jan | 19:00 | Lokomotiv Kaliningrado      | 2–3    | ' Scandicci Savino Del Bene' | 17–25 | 25–23 | 21–25 | 25-16 | 12-15 | 100–73 | 100-104   |
| 23 jan | 19:00 | 'VakıfBank SK Istanbul'     | 3–0    | Nova KBM Branik Maribor      | 25–15 | 25–11 | 25–10 |       |       | 75–36  | 75-36     |
| 4 fev  | 18:00 | Nova KBM Branik Maribor     | 0–3    | Lokomotiv Kaliningrado       | 17–25 | 21–25 | 18-25 |       |       | 56–50  | 56-75     |
| 5 fev  | 20:30 | Scandicci Savino Del Bene   | 0–3    | ' VakıfBank SK Istanbul'     | 26–28 | 19–25 | 21–25 |       |       | 66–78  | 66-78     |
| 18 fev | 19:30 | 'VakıfBank SK Istanbul'     | 3–0    | Lokomotiv Kaliningrado       | 25–22 | 25–11 | 25–18 |       |       | 75–51  | 75-51     |
| 18 fev | 18:00 | Nova KBM Branik Maribor     | 1–3    | Scandicci Savino Del Bene    | 25–23 | 20–25 | 20–25 | 14-25 |       | 79–73  | 79-98     |

### Grupo C
Classificação
|     |                        |     | Jogos | Jogos | Jogos | Pontos | Pontos | Pontos | Sets | Sets | Sets  |
| Pos | Equipe                 | Pts | T     | V     | D     | V      | P      | R      | V    | P    | R     |
| --- | ---------------------- | --- | ----- | ----- | ----- | ------ | ------ | ------ | ---- | ---- | ----- |
| 1   | Igor Gorgonzola Novara | 14  | 6     | 5     | 1     | 493    | 361    | 1.366  | 16   | 5    | 3.200 |
| 2   | Allianz MTV Stuttgart  | 13  | 6     | 4     | 2     | 509    | 489    | 1.041  | 14   | 9    | 1.556 |
| 3   | ŁKS Łódź               | 8   | 5     | 3     | 2     | 534    | 555    | 0.962  | 12   | 14   | 0.857 |
| 4   | VK Chimik              | 1   | 5     | 0     | 5     | 397    | 528    | 0.752  | 4    | 18   | 0.222 |

Resultados
| Data   | Hora  |                          | Placar |                           | Set 1 | Set 2 | Set 3 | Set 4 | Set 5 | Total  | Relatório |
| ------ | ----- | ------------------------ | ------ | ------------------------- | ----- | ----- | ----- | ----- | ----- | ------ | --------- |
| 19 nov | 18:00 | 'ŁKS Łódź'               | 3–2    | Allianz MTV Stuttgart     | 16–25 | 25–22 | 25–19 | 16–25 | 15–10 | 97–101 | 97-101    |
| 20 nov | 20:30 | 'Igor Gorgonzola Novara' | 3–0    | VK Chimik                 | 25–17 | 25–10 | 25–7  |       |       | 75–34  | 75-34     |
| 26 Nov | 18:00 | VK Chimik                | 2–3    | ŁKS Łódź                  | 25–23 | 25–17 | 20–25 | 18–25 | 8–15  | 96–105 | 96-105    |
| 27 nov | 19:00 | Allianz MTV Stuttgart    | 3–1    | Igor Gorgonzola Novara    | 11–25 | 25–20 | 25–18 | 25–23 |       | 86–86  | 86-86     |
| 17 dez | 18:00 | VK Chimik                | 1–3    | ' Allianz MTV Stuttgart'  | 22–25 | 16–25 | 25–22 | 26-28 |       | 89–72  | 89-100    |
| 17 dez | 18:00 | ŁKS Łódź                 | 2–3    | ' Igor Gorgonzola Novara' | 25–22 | 15–25 | 9–25  | 25-19 | 10-15 | 84–72  | 84-106    |
| 23 jan | 18:00 | 'ŁKS Łódź'               | 3–1    | VK Chimik                 | 25–15 | 25–19 | 23–25 | 25-22 |       | 98–59  | 98-81     |
| 23 jan | 20:30 | 'Igor Gorgonzola Novara' | 3–0    | Allianz MTV Stuttgart     | 25–11 | 25–22 | 25–19 |       |       | 75–52  | 75-52     |
| 4 fev  | 18:00 | VK Chimik                | 0–3    | ' Igor Gorgonzola Novara' | 14–25 | 14–25 | 12–25 |       |       | 40–75  | 40-75     |
| 5 fev  | 19:00 | Allianz MTV Stuttgart    | 3–1    | ŁKS Łódź                  | 17–25 | 28–26 | 25–16 | 25-18 |       | 95–67  | 95-85     |
| 18 fev | 19:00 | 'Allianz MTV Stuttgart'  | 3–0    | VK Chimik                 | 25–21 | 25–19 | 25–17 |       |       | 75–57  | 75-57     |
| 18 fev | 20:30 | 'Igor Gorgonzola Novara' | 3–0    | ŁKS Łódź                  | 25–21 | 25–20 | 26–24 |       |       | 76–65  | 76-65     |

### Grupo D
Classificação
|     |                         |     | Jogos | Jogos | Jogos | Pontos | Pontos | Pontos | Sets | Sets | Sets  |
| Pos | Equipe                  | Pts | T     | V     | D     | V      | P      | R      | V    | P    | R     |
| --- | ----------------------- | --- | ----- | ----- | ----- | ------ | ------ | ------ | ---- | ---- | ----- |
| 1   | Imoco Volley Conegliano | 17  | 6     | 6     | 0     | 484    | 356    | 1.360  | 18   | 2    | 9,000 |
| 2   | VB Nantes               | 9   | 6     | 3     | 3     | 469    | 470    | 0.998  | 10   | 11   | 0.909 |
| 3   | CSM Volei Alba Blaj     | 9   | 6     | 3     | 3     | 446    | 472    | 0.945  | 10   | 11   | 0.909 |
| 4   | Vasas SC                | 1   | 6     | 0     | 6     | 411    | 512    | 0.803  | 4    | 18   | 0.222 |

Resultados
| Data   | Hora  |                           | Placar |                            | Set 1 | Set 2 | Set 3 | Set 4 | Set 5 | Total  | Relatório |
| ------ | ----- | ------------------------- | ------ | -------------------------- | ----- | ----- | ----- | ----- | ----- | ------ | --------- |
| 19 nov | 19:30 | 'VB Nantes'               | 3–1    | CSM Volei Alba Blaj        | 25–19 | 20–25 | 25–12 | 25–16 |       | 95–72  | 95–72     |
| 19 nov | 20:30 | 'Imoco Volley Conegliano' | 3–2    | Vasas SC                   | 21–25 | 25–20 | 25–10 | 23–25 | 15–4  | 109–84 | 109–84    |
| 26 nov | 19:00 | Vasas SC                  | 0–3    | VB Nantes                  | 23–25 | 22–25 | 11–25 |       |       | 56–75  | 56–75     |
| 27 nov | 17:00 | CSM Volei Alba Blaj       | 0–3    | ' Imoco Volley Conegliano' | 22–25 | 14–25 | 22–25 |       |       | 58–75  | 58–75     |
| 17 dez | 19:30 | VB Nantes                 | 0–3    | ' Imoco Volley Conegliano' | 22–25 | 18–25 | 22–25 |       |       | 62–75  | 62-75     |
| 19 dez | 19:00 | Vasas SC                  | 1–3    | ' CSM Volei Alba Blaj'     | 20–25 | 16–25 | 25–13 | 18-25 |       | 79–63  | 79-88     |
| 21 jan | 19:30 | 'VB Nantes'               | 3–1    | Vasas SC                   | 25–23 | 15–25 | 25–22 | 25-18 |       | 90–70  | 90-88     |
| 22 jan | 20:30 | 'Imoco Volley Conegliano' | 3–0    | CSM Volei Alba Blaj        | 25–16 | 25–16 | 25–17 |       |       | 75–49  | 75-49     |
| 5 fev  | 17:00 | 'CSM Volei Alba Blaj'     | 3–1    | VB Nantes                  | 27–29 | 25–13 | 27–25 | 25-21 |       | 104–67 | 104-88    |
| 6 fev  | 19:00 | Vasas SC                  | 0–3    | ' Imoco Volley Conegliano' | 12–25 | 19–25 | 13–25 |       |       | 44–75  | 44-75     |
| 18 fev | 17:00 | 'CSM Volei Alba Blaj'     | 3–0    | Vasas SC                   | 25–23 | 25–16 | 25–21 |       |       | 75–60  | 75-60     |
| 18 fev | 19:00 | 'Imoco Volley Conegliano' | 3–0    | VB Nantes                  | 25–23 | 25–19 | 25–17 |       |       | 75–59  | 75-59     |

### Grupo E
Classificação
|     |                             |     | Jogos | Jogos | Jogos | Pontos | Pontos | Pontos | Sets | Sets | Sets  |
| Pos | Equipe                      | Pts | T     | V     | D     | V      | P      | R      | V    | P    | R     |
| --- | --------------------------- | --- | ----- | ----- | ----- | ------ | ------ | ------ | ---- | ---- | ----- |
| 1   | Dinamo Moscou               | 12  | 6     | 4     | 2     | 502    | 451    | 1.113  | 13   | 8    | 1.625 |
| 2   | RC de Cannes                | 9   | 6     | 3     | 3     | 533    | 517    | 1.031  | 12   | 12   | 1,000 |
| 3   | Maritza Plovdiv             | 9   | 6     | 3     | 3     | 552    | 560    | 0.986  | 13   | 13   | 1,000 |
| 4   | Uralochka-NTMK Ekaterinburg | 6   | 6     | 2     | 4     | 549    | 608    | 0.903  | 11   | 16   | 0.688 |

Resultados
| Data   | Hora  |                               | Placar |                             | Set 1 | Set 2 | Set 3 | Set 4 | Set 5 | Total  | Relatório |
| ------ | ----- | ----------------------------- | ------ | --------------------------- | ----- | ----- | ----- | ----- | ----- | ------ | --------- |
| 19 nov | 20:30 | 'RC de Cannes'                | 3–1    | Maritza Plovdiv             | 26–24 | 18–25 | 25–7  | 25–19 |       | 94–75  | 94–75     |
| 21 nov | 19:00 | 'Dinamo Moscou'               | 3–1    | Uralochka-NTMK Ekaterinburg | 25–18 | 22–25 | 25–17 | 25–20 |       | 97–80  | 97–80     |
| 27 nov | 19:00 | Uralochka-NTMK Ekaterinburg   | 2–3    | ' RC de Cannes'             | 28–26 | 14–25 | 25–23 | 16–25 | 12–15 | 95–114 | 95–114    |
| 27 nov | 18:30 | Maritza Plovdiv               | 1–3    | ' Dinamo Moscou'            | 18–25 | 25–22 | 17–25 | 17–25 |       | 77–97  | 77–97     |
| 17 dez | 20:00 | RC de Cannes                  | 3–0    | Dinamo Moscou               | 25–22 | 28–26 | 25–22 |       |       | 78–70  | 78-70     |
| 19 dez | 19:00 | 'Uralochka-NTMK Ekaterinburg' | 3–2    | Maritza Plovdiv             | 25–17 | 18–25 | 18–25 | 25-22 | 15-13 | 101–67 | 101-102   |
| 21 jan | 20:30 | RC de Cannes                  | 2–3    | Uralochka-NTMK Ekaterinburg | 26–24 | 22–25 | 21–25 | 25-21 | 13-15 | 107–74 | 107-110   |
| 23 jan | 19:00 | Dinamo Moscou                 | 1–3    | ' Maritza Plovdiv'          | 23–25 | 25–18 | 23–25 | 17-25 |       | 88–68  | 88-93     |
| 5 fev  | 18:30 | 'Maritza Plovdiv'             | 3–1    | RC de Cannes                | 17–25 | 25–18 | 25–12 | 25-21 |       | 92–55  | 92-76     |
| 6 fev  | 19:00 | Uralochka-NTMK Ekaterinburg   | 0–3    | ' Dinamo Moscou'            | 20–25 | 16–25 | 23–25 |       |       | 59–75  | 59-75     |
| 18 fev | 18:30 | 'Maritza Plovdiv'             | 3–2    | Uralochka-NTMK Ekaterinburg | 25–19 | 21–25 | 25–17 | 22-25 | 20-18 | 113–61 | 113-104   |
| 18 fev | 19:00 | 'Dinamo Moscou'               | 3–0    | RC de Cannes                | 25–22 | 25–20 | 25–22 |       |       | 75–64  | 75-64     |

## Playoffs

### Quartas de final
| Equipe 1                  | Total | Equipe 2                | 1.º jogo | 2.º jogo  |
| ------------------------- | ----- | ----------------------- | -------- | --------- |
| Fenerbahçe SK Istanbul    | –     | Igor Gorgonzola Novara  | –        | –         |
| Dinamo Moscou             | 0–6   | VakıfBank SK Istanbul   | 0–3      | 0–3       |
| Scandicci Savino Del Bene | –     | Eczacıbaşı VitrA        | –        | –         |
| Allianz MTV Stuttgart     | 0–3   | Imoco Volley Conegliano | 0–3      | Cancelado |

Nota:As partidas não realizadas nesta fase foram adiadas por causa do agravamento da Pandemia de COVID-19,na ocasião inicialmente para os dias de 18 a 19 de março, todas com a colaboração da Federação Eslovena e seriam realizadas em solo esloveno. Após consenso, a equipe do Imoco Conegliano se classificou para as semifinais diante do cancelamento do jogo de volta com Allianz MTV Stuttgart, já que havia vencido o jogo de ida.

#### Jogos de ida
Resultados
| Data  | Hora  |                           | Placar |                         | Set 1 | Set 2 | Set 3 | Set 4 | Set 5 | Total | Relatório |
| ----- | ----- | ------------------------- | ------ | ----------------------- | ----- | ----- | ----- | ----- | ----- | ----- | --------- |
| 3 mar | 19:00 | Dinamo Moscou             | 0–3    | 'VakıfBank SK Istanbul' | 13–25 | 17–25 | 17–25 |       |       | 47–75 | -         |
| 4 mar | 20:30 | Scandicci Savino Del Bene | –      | Eczacıbaşı VitrA        | -     | -     | -     |       |       | 0–0   | 0-0       |
| 4 mar | 19:00 | Allianz MTV Stuttgart     | 0–3    | Imoco Volley Conegliano | 17–25 | 16–25 | 20–25 |       |       | 53–75 | 0-0       |
| 5 mar | 19:00 | Fenerbahçe SK Istanbul    | –      | Igor Gorgonzola Novara  | -     | -     | -     |       |       | 0–0   | 0-0       |

#### Jogos de volta
Resultados
| Data   | Hora  |                         | Placar    |                           | Set 1 | Set 2 | Set 3 | Set 4 | Set 5 | Total | Relatório |
| ------ | ----- | ----------------------- | --------- | ------------------------- | ----- | ----- | ----- | ----- | ----- | ----- | --------- |
| 10 mar | 20:30 | Imoco Volley Conegliano | CANCELADO | Allianz MTV Stuttgart     | -     | -     | -     |       |       | 0–0   | 0-0       |
| 11 mar | 19:00 | Eczacıbaşı VitrA        | –         | Scandicci Savino Del Bene | -     | -     | -     |       |       | 0–0   | 0-0       |
| 11 mar | 20:30 | Igor Gorgonzola Novara  | –         | Fenerbahçe SK Istanbul    | -     | -     | -     |       |       | 0–0   | 0-0       |
| 12 mar | 19:30 | 'VakıfBank SK Istanbul' | 3–0       | Dinamo Moscou             | 25–13 | 25–18 | 25–15 |       |       | 75–46 | 75-46     |

## Fase final

### Semifinais
| Equipe 1              | Total | Equipe 2                | 1.º jogo | 2.º jogo |
| --------------------- | ----- | ----------------------- | -------- | -------- |
| VakıfBank SK Istanbul | –     | A definir               | –        | –        |
| A definir             | –     | Imoco Volley Conegliano | –        | –        |

Nota:Com agravamento da Pandemia de COVID-19 e os demais semifinalistas não foram definidos, prematuramente a Liga dos Campeões não foi finalizado, após decisão do Conselho Administrativo da CEV em 23 de abril de 2020.